# کلی کیورن بنسیمون
کلی کیورن بنسیمون (انگلیسی: Kelly Killoren Bensimon؛ زادهٔ ۱ مهٔ ۱۹۶۸) مدل (شخص)، و نویسنده اهل ایالات متحده آمریکا است. وی از سال ۱۹۸۰ میلادی تاکنون مشغول فعالیت بوده‌است. او در فصل‌های ۲ تا ۴ مجموعهٔ زنان خانه‌دار واقعی نیویورک از شبکهٔ براوو نیز حضور داشته‌است.